# Andrea St. Bernard
Andrea St. Bernard (ur. 2 października 1979 w St. George’s) – grenadyjska taekwondzistka.

## Dzieciństwo i edukacja
St. Bernard urodziła się na Grenadzie, jednakże przeprowadziła się do Toronto razem z rodzicami podczas grenadyjskiej rewolucji. Ma podwójne obywatelstwo: grenadyjskie i kanadyjskie. Studiowała na Uniwersytecie Duquesne w Pittsburghu, gdzie grała w uniwersyteckiej drużynie koszykarskiej. Skończyła prawo na University of Toronto. W 2005 zdała doktorat. Dorastała na przedmieściach Toronto. Ma 175 cm wzrostu.

## Po studiach
Po ukończeniu studiów została zatrudniona przez spółkę partnerską McMillan. Jej trenerem jest Paul Beard.

## Kariera
St. Bernard była uczona podstaw taekwondo już w czasie nauki na uniwersytecie w Toronto przez swoją ciocię, która ma w tym sporcie czarny pas. Jeszcze przed początkiem edukacji na uniwersytecie rozpoczęła treningi w Young Choung Academy w tym samym mieście. Trenowała także z kubańską reprezentacją. Reprezentuje Grenadę od 2007. Na Mistrzostwach Świata w Taekwondo 2009 odpadła już w pierwszej rundzie, przegrywając z Sun Ai-chi z Tajwanu w kategorii do 67 kg. Dwa lata później na tej samej imprezie została zdyskwalifikowana. Do igrzysk zakwalifikowała się dzięki kwalifikacjom panamerykańskim, w których zajęła trzecie miejsce, pokonując w ostatnim pojedynku Kostarykankę Katherine Alvarado 12-8. Jest pierwszą reprezentantką Grenady w taekwondo na igrzyskach olimpijskich. W marcu 2012 firma McMillan zorganizowała przyjęcie dla St. Bernard, podczas którego zebrała 75 000 dolarów na dalszy rozwój kariery zawodniczki.